# Kovacsics Margit
Kovacsics Margit, született: Palóczy Margit (Hódmezővásárhely, 1881. január 8. – 1929 után?) színésznő, primadonna. Deák Péter színész és színigazgató második felesége.

## Pályafutása
Édesanyja Kovacsics Pálné Palóczy Sarolta özvegy színésznő volt. Már mint gyermekszereplő feltűnt az operettekben. Ezután Szatmárra vitték a zárdába. Ez időben anyja Deák Péternél volt szerződve, Székesfehérvárott. Az igazgató rábeszélésére ő is kapott szerződést és mint naiva aratta első sikereit. 1899. november 2-án Szolnokon Deák Péterhez ment nőül, aki akkor a zombori színház igazgatója volt. 10 évig primadonna volt, férje halála után, 33 éves korában komikának szerződött Pozsonyba, majd nyugdíjba ment. 25 éves jubileumát Sátoraljaújhelyen ünnepelte meg, ahol okiratot kapott a várostól. 
Kecskeméten fejezte be 30 éves működését 1927-ben. Egyik legsikerültebb és legélvezetesebb alakítása az operettkomikai a szerepkörben a „Három a kislány“ Tschöll mamája, amit jubileumi szerepéül választott. Dr. Nyúl Tóth Pál kultúrtanácsos lepecsételt borítékban nyújtotta át a városi tanács ajándékát. Mariházy Miklós, mint az Országos Színészegyesület Tanácsának megbízottja átadta az Országos Színészegyesületnek Kovacsics Margit 30 éves jubileuma alkalmával kiadott elismerő oklevelét. Ugyanekkor nyújtotta át Nagy Pál a színtársulat széles nemzetiszínszalagos koszorúját. Kovacsics Margit megható szavakkal mondott köszönetet a közönségnek, a tanácsnak és a városnak az ünneplésért és bejelentette, hogy a jubileumi ünnepség egyúttal búcsúja is a színpadtól.
Deák Pétertől született leánya Deák Margit (Budapest, 1905. január 23. – Budapest, 1906. február 26.)